# Bomba de ariete

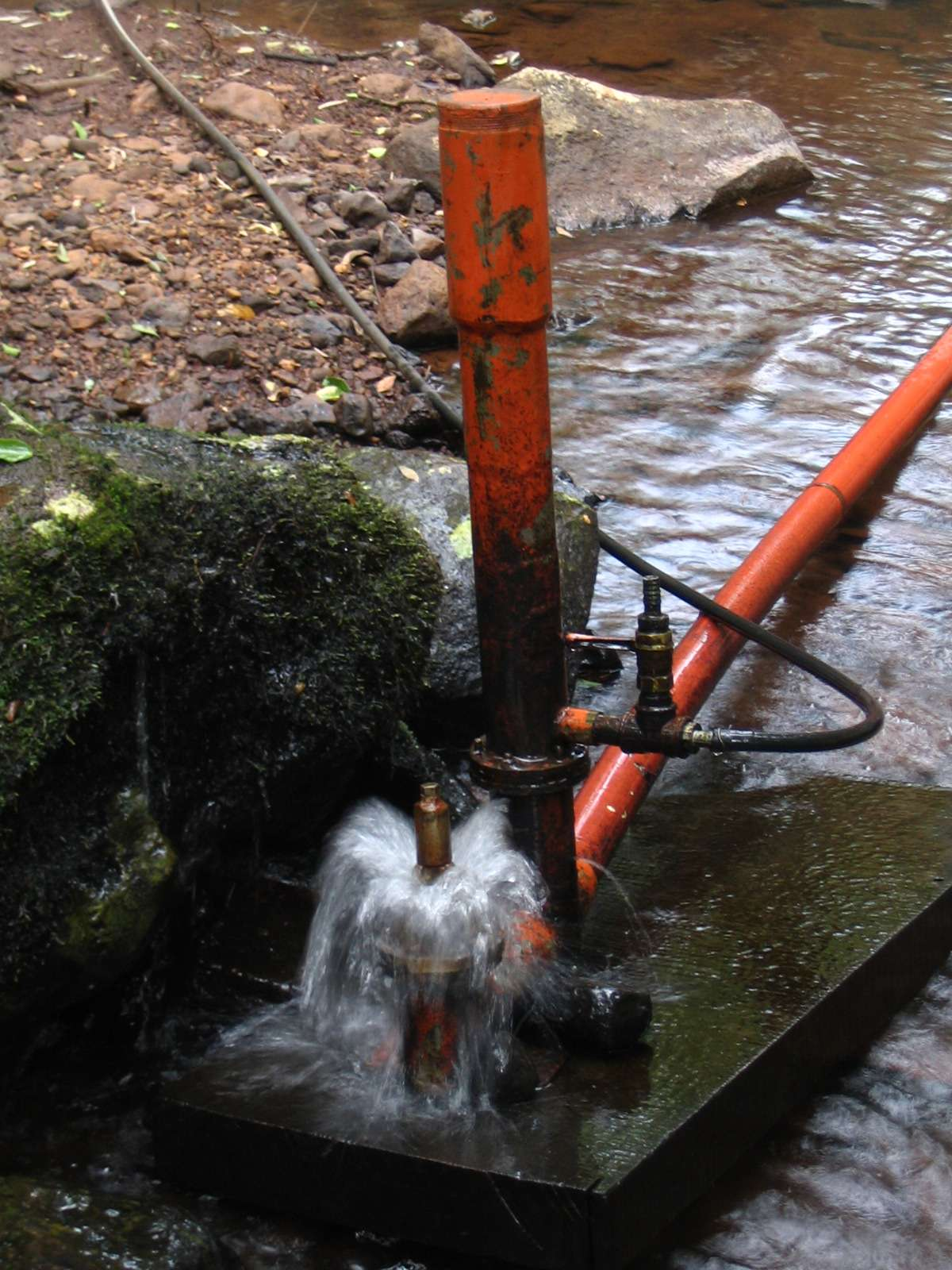
Foto de un ariete en funcionamiento (fase de impulsión) en Oberá, Misiones, Argentina.

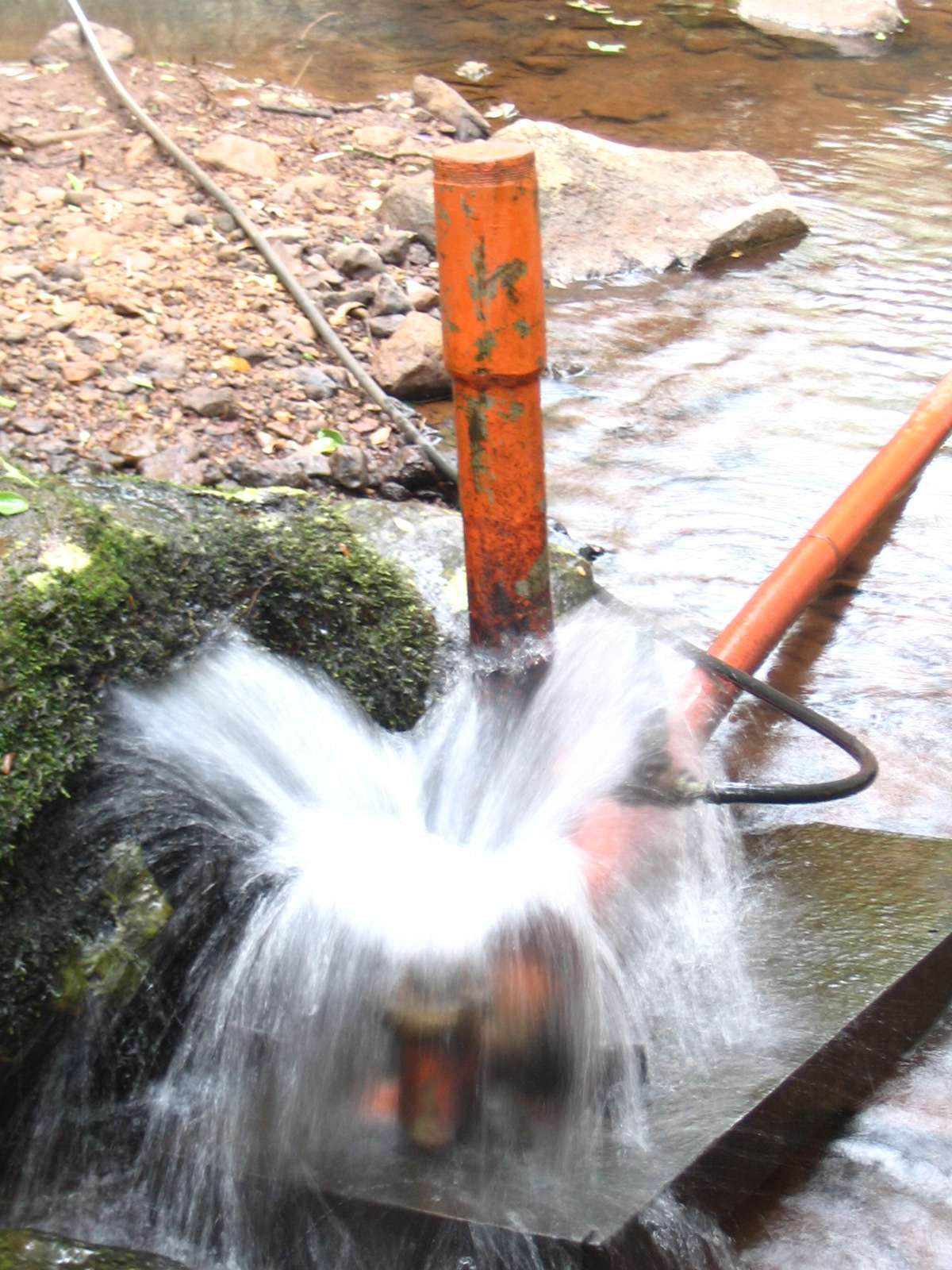
Foto de una bomba en funcionamiento (fase de aspiración).

Una bomba de ariete o ariete hidráulico es una bomba hidráulica cíclica que utiliza la energía cinética de un golpe de ariete sobre un fluido para subir una parte de ese fluido a un nivel superior. No necesita por lo tanto aporte de otra energía exterior. Esto y su sencillez la hace adecuada para lugares remotos donde no hay acceso a energía eléctrica o motores de otro tipo. Mediante un ariete hidráulico, se puede conseguir elevar parte del agua de un arroyo, río o canal de riego a una altura superior. También se puede emplear para riego por aspersión.
El ariete hidráulico es un sistema de construcción sencilla y su rendimiento energético es de cerca del 70%.

## Historia
En 1772, John Whitehurst de Cheshire, Reino Unido, inventó un precursor de control manual del ariete hidráulico llamado "motor de pulsación" e instaló el primero en Oulton, Cheshire, para elevar el agua hasta una altura de  4,9 m. En 1783, instaló otro en Irlanda. No patentó el ingenio, y los detalles no están claros.
La primera bomba de ariete como se conoce hoy fue inventada  en 1796 por el francés Joseph Michel Montgolfier  (más conocido como co-inventor del globo aerostático) para elevar el agua en su fábrica de papel en  Voiron. Su amigo Matthew Boulton sacó una patente británica a su nombre en 1797. Los hijos de Montgolfier obtuvieron una patente británica para una versión mejorada en 1816, y esta fue adquirida, junto con el diseño de Whitehurst, en 1820 por Josiah Easton, un ingeniero nacido en Somerset que acababa de mudarse a Londres.
La firma de Easton, heredada por su hijo  James (1796–1871), creció durante el siglo XIX hasta convertirse en uno de los fabricantes de ingeniería más importantes en el Reino Unido, con grandes obras en Erith, Kent. Se especializaron en el suministro de agua y alcantarillado en todo el mundo, así como en proyectos de drenaje de tierra.
Durante el siglo XIX la bomba de ariete se popularizó mucho pero con la llegada de la electricidad y los motores de bajo coste, ha caído en desuso.

## Funcionamiento

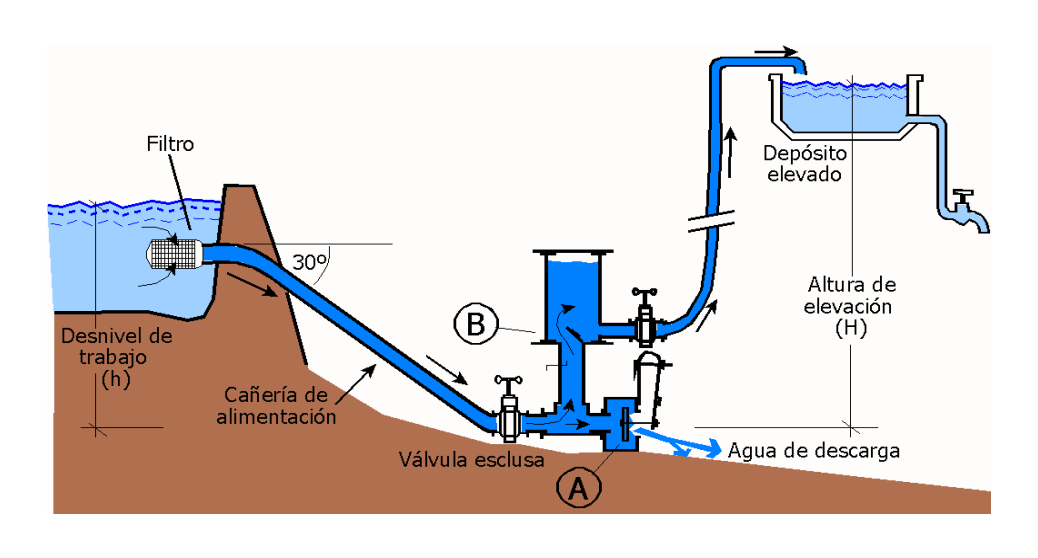
Esquema de funcionamiento de una bomba de agua tipo ariete hidráulico.

El funcionamiento del dispositivo es bastante simple y de fácil manejo.
- El agua se acelera a lo largo del conducto hasta alcanzar una determinada velocidad que hace que se cierre la válvula A;
- entonces se crea una fuerte presión, ejercida por el agua que se encuentra en movimiento y es detenida de golpe;
- así permite la apertura de la válvula B y pasa agua al depósito, hasta que se equilibran las presiones;
- Se abre la válvula A y el ciclo se repite una y otra vez.

El agua pasa a golpes de ariete al depósito, pero sale de este con continuidad ya que el ariete funciona de uno a dos ciclos por segundo.
La cámara de aire del depósito es fundamental para su funcionamiento. Para asegurar la permanencia de esta cámara de aire se usa el inclusor de aire que incorpora unas pocas burbujas en cada ciclo.

### Inclusor de aire
El inclusor de aire es un pequeño orificio de 1,5 a 2 mm de diámetro, con un alambre de cobre que pasa por él con cierta holgura, para permitirle a la cámara de aire tomar alguna burbuja en cada golpe de ariete y mantener la presión en la cámara de aire.
Por supuesto, también saldrá una pequeña cantidad de agua en cada golpe de ariete. Pero si no hay cámara de aire que actúe como amortiguadora del golpe de ariete, este mismo rompería el dispositivo y dejaría de funcionar.

### Otros requerimientos
Para que el ariete hidráulico funcione se necesitan dos cosas:
- agua en cantidad suficiente para impulsarlo
- suficiente desnivel de trabajo (el mínimo es 20 cm).

El agua puede proceder de un manantial, arroyo o río y debe ser conducida al ariete hidráulico mediante un conducto (hierro galvanizado, PVC, PPP, etc), cuyo diámetro dependerá del caudal utilizado.
La inclinación del tubo debe ser de unos 30° por debajo de la horizontal para un funcionamiento adecuado, aunque podría hacerlo con ángulos menores.
El ariete hidráulico funciona entre 60 y 90 golpes por minuto y cuanto más lento sea el funcionamiento, más agua utiliza y bombea.
Para que funcione el ariete hidráulico se necesita un salto de agua que varíe entre 0,20 a 30 m. Cuando el salto de agua sea mayor, el ariete hidráulico va a ser más pequeño y económico y menos cantidad de agua va a requerir para elevar otra cantidad de agua.
Con abundante agua y un desnivel de 1,2 m puede llegar a elevarse el agua a 200 m de altura.
Tabla 1: Diámetro recomendado en función del caudal de agua disponible.
| Caudal de alimentación del ariete - Q       | litros/min | 30    | 60    | 90 | 120   | 250 | 500 | 1000 |
| Diámetro recomendable del tubo alimentación | pulgadas   | 1 1/4 | 1 1/2 | 2  | 2 1/2 | 3   | 5   | 8    |
| Diámetro recomendable del tubo alimentación | mm         | 35    | 41    | 52 | 70    | 80  | 125 | 200  |

### Dimensionamiento

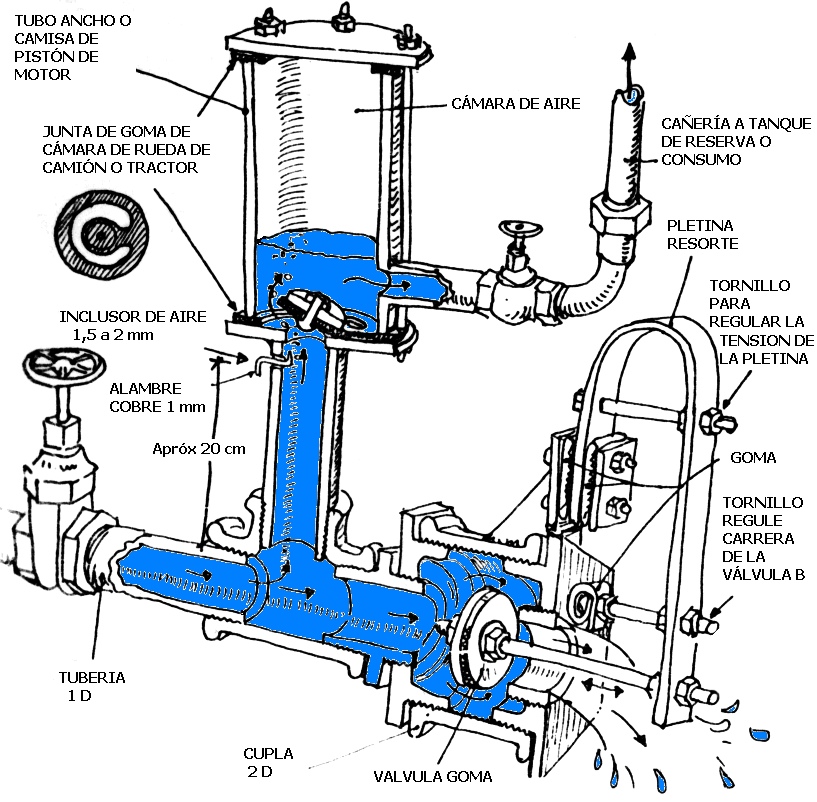
Esquema de bomba de agua tipo ariete hidráulico.

Las diferentes variables que participan en el funcionamiento del ariete hidráulico, se relacionan de la siguiente forma:
| Símbolo | Nombre                      | Unidad            |
| ------- | --------------------------- | ----------------- |
|         | Caudal elevado              | l / min           |
| Q       | Caudal de alimentación      | l / min           |
| h       | Desnivel de trabajo         | m                 |
| H       | Altura de elevación         | m                 |
| fc      | Factor de conversión = 1440 | (l/día) / (l/min) |

#### Ejemplo
Si el caudal de alimentación es de 300 l/min, el desnivel de trabajo 1 m y la altura de elevación 30 m, el caudal elevado por el ariete hidráulico será:
Caudal elevado = 2 x (300 l/min) x (1 m) / (3 x 30 m) = (6.6 l/min) = (9,504 l/día)
Vemos que el rendimiento energético es muy bueno (65 a 80%), y siempre superior a una centrífuga con motor eléctrico, al menos en instalaciones pequeñas.

## Recomendaciones para autoconstructores
Dado que la presión de funcionamiento en el interior del ariete hidráulico es alta, es conveniente utilizar caños y piezas de hierro galvanizado con juntas muy bien selladas. Esto no implica que no puedan utilizarse materiales plásticos como el polipropileno roscable o termofusionable, fundición de acero o aluminio, plástico reciclado, etc; con las precauciones previstas. 
Uno de los mejores materiales para las válvulas del ariete hidráulico es el caucho de cámaras de ruedas de camión o tractor desechadas.
No es necesario montar el ariete hidráulico en una base de hormigón y se lo puede dejar como bomba portátil para reparaciones, limpieza, etc.

### Ajustes
El ajuste adecuado se logra mediante el tornillo tensor de la pletina resorte y el de la carrera hasta regular el caudal requerido de trabajo.
El único mantenimiento consiste en retirar las hojas u otro material del filtro en la toma de agua y las gomas de las válvulas cuando se gasten o deterioren.